# Evani Esperance
Evani Silinzi Esperance (sinh ngày 30 tháng 11 năm 1990) là một cầu thủ bóng đá người Suriname thi đấu ở vị trí tiền đạo. Anh tham gia vòng loại Giải vô địch bóng đá thế giới 2014 và 2018.